# Limnophila (Limnophila) nixor
Limnophila (Limnophila) nixor is een tweevleugelige uit de familie steltmuggen (Limoniidae). De soort komt voor in het Afrotropisch gebied.